# Astra 1M
Astra 1M war einer von fünf Fernsehsatelliten auf der Position 19,2° Ost des Typs Eurostar E3000 der SES S.A. (vormals SES Global – Société Européenne des Satellites-Astra) mit Sitz in Betzdorf in Luxemburg, der für den Fernsehempfang in Europa und dem Nahen Osten eingestellt ist. Astrium ist Hauptauftragnehmer und zeichnet verantwortlich für Entwicklung und Bau des Satelliten sowie für die Lieferung der Nutzlast und der Eurostar E3000-Plattform.
Am 5. November 2008 (Ortszeit Baikonur: 6. November) startete Astra 1M mit einer Proton-M/Bris-M in eine Geotransferbahn gebracht und erreichte seine geostationäre Bahn auf 19,2° Ost mit eigenem Antrieb. Nach den üblichen Tests wurde der Satellit am 18. Dezember 2008 vom Hersteller Astrium an den Betreiber SES übergeben. Astra 1M wurde durch Astra 1N und Astra 1P ersetzt.

## Empfang
Der kommerzielle Betrieb begann am 19. Januar 2009. Seitdem können die Sender des Satelliten in Europa (via 1M Europebeam) und im Nahen Osten (via 1M Widebeam) empfangen werden. Infolgedessen wurde der Satellit Astra 1G im Februar 2009 von der Position 19,2° Ost auf 23,5° Ost verschoben. Astra 1M besitzt 36 Transponder (nach 5 Jahren wird noch mit mindestens 32 funktionsfähigen Transpondern gerechnet) im Ku-Band und drei ausfahrbare Reflektorantennen, die Transponder wurden Juni 2025 vollständig auf Astra 1N und Astra 1P übertragen.

## Technische Daten
Der Satellit beruht auf dem Satellitenbus Eurostar E3000. Er hat eine Startmasse von 5,3 Tonnen und wird auch zum Ende der Betriebsdauer noch eine Ausgangsleistung von 10 kW besitzen. Die Spannweite der beiden Solarkollektoren beträgt im Betrieb 35 Meter. Zur Bahnkorrektur verfügt der Satellit über ein Haupttriebwerk von 500 N Schub und 14 Lageregelungstriebwerke von je 10 N Schub. Als Lebensdauer sind 15 Jahre geplant.